# Chilgok-gun
Chilgok-gun är en landskommun (gun) i den sydkoreanska provinsen Norra Gyeongsang. Folkmängden var 118 430 invånare i slutet av 2020.
Kommunen är indelad i tre större orter, köpingar (eup) och fem socknar (myeon). Den administrativa huvudorten är Waegwan-eup med 35 236 invånare. Övriga köpingar är Buksam-eup och Seokjeok-eup. Socknarna är: 
Dongmyeong-myeon,
Gasan-myeon,
Gisan-myeon,
Jicheon-myeon och
Yangmok-myeon.

## Bildgalleri

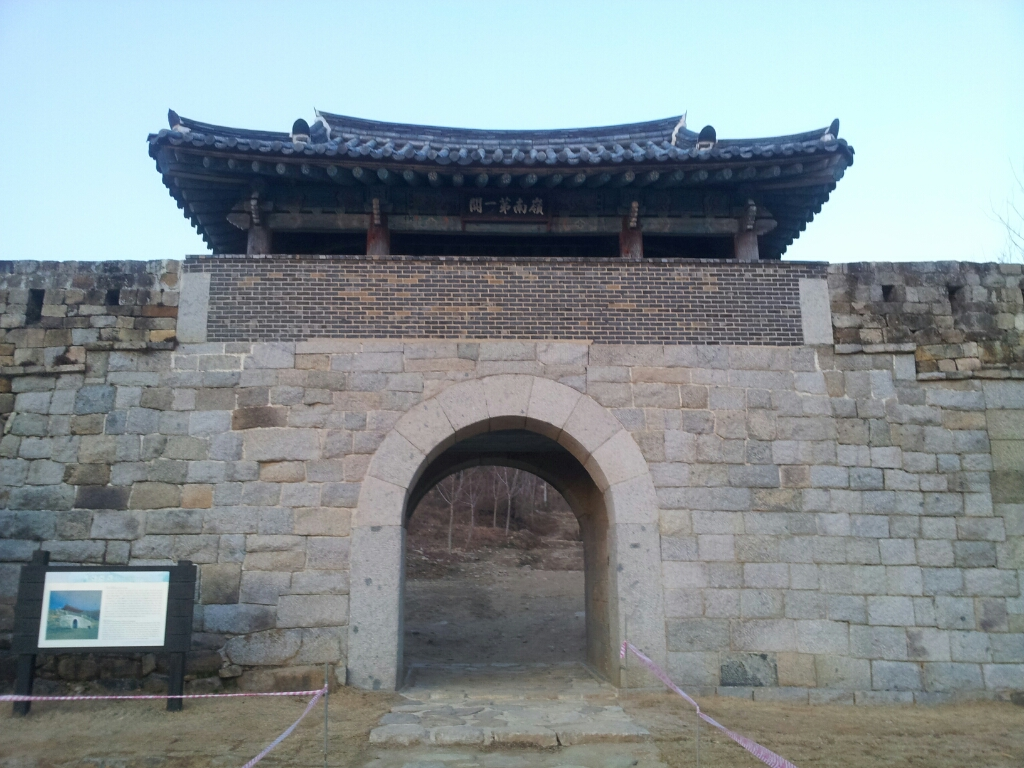
Fästningen Gasansanseong
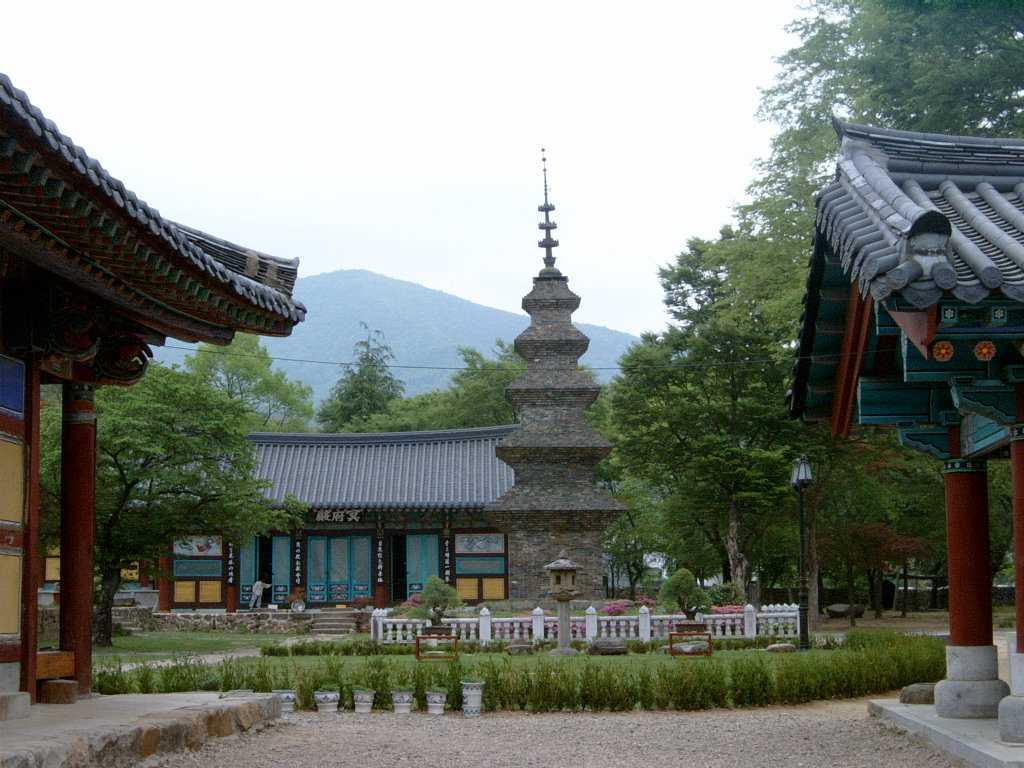
Songnim-gil, Dongmyeong-myeon
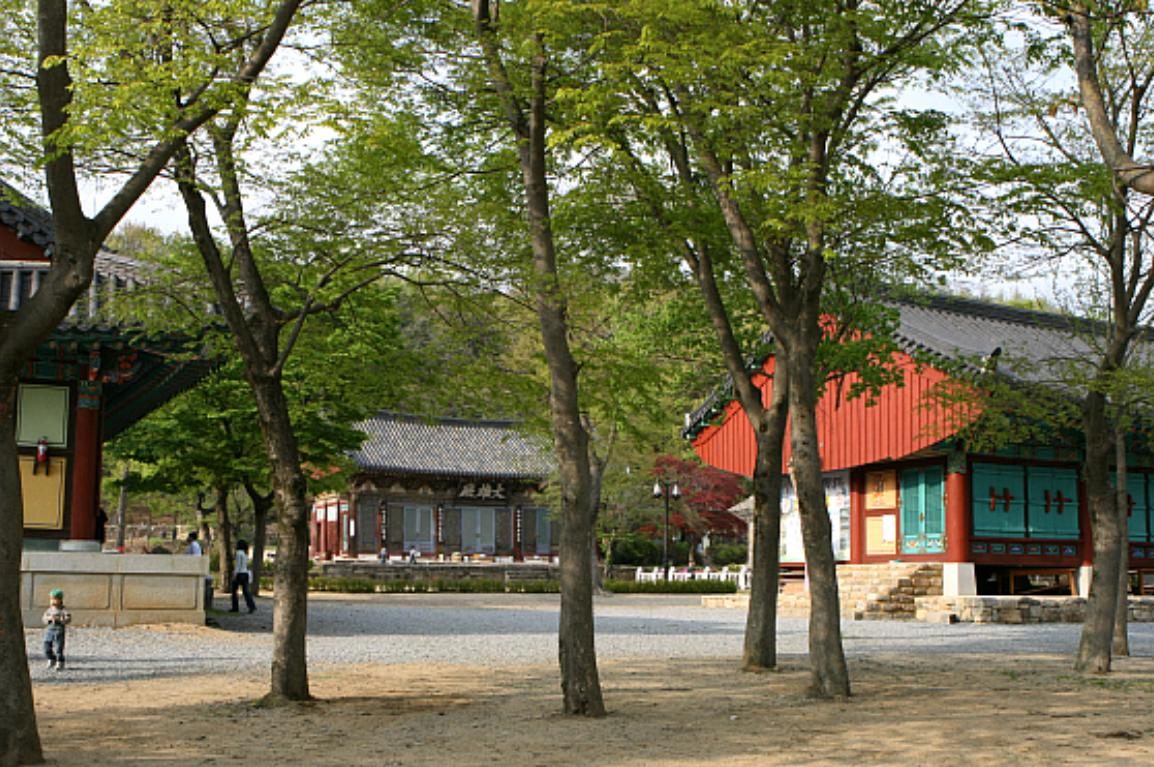
Templet Songlim